# Slobozia Rarancei, Noua Suliță
Slobozia Rarancei, întâlnit și sub forma Slobozia-Rarancea (în ucraineană Слобода, transliterat Sloboda, în rusă Слобода și în germană Rarancze Slobodzia) este un sat reședință de comună în raionul Noua Suliță din regiunea Cernăuți (Ucraina). Are 855 locuitori, preponderent  ucraineni (ruteni).
Satul este situat la o altitudine de 192 metri, în partea de centru a raionului Noua Suliță. De această comună depinde administrativ satul Revcăuți.

## Istorie
Localitatea Slobozia Rarancei a făcut parte încă de la înființare din regiunea istorică Bucovina a Principatului Moldovei. După anexarea Bucovinei de către Imperiul Habsburgic în anul 1775, localitatea Slobozia Rarancei a făcut parte din Ducatul Bucovinei, guvernat de către austrieci, făcând parte din districtul Sadagura (în germană Sadagora).  
După Unirea Bucovinei cu România la 28 noiembrie 1918, satul Slobozia Rarancei a făcut parte din componența României, în Plasa Prutului a județului Cernăuți. Pe atunci, majoritatea populației era formată din ucraineni, existând și o comunitate de români. 
Ca urmare a Pactului Ribbentrop-Molotov (1939), Bucovina de Nord a fost anexată de către URSS la 28 iunie 1940, reintrând în componența României în perioada 1941-1944. Apoi, Bucovina de Nord a fost reocupată de către URSS în anul 1944 și integrată în componența RSS Ucrainene. 
Începând din anul 1991, satul Slobozia Rarancei face parte din raionul Noua Suliță al regiunii Cernăuți din cadrul Ucrainei independente. Conform recensământului din 1989, numărul locuitorilor care s-au declarat români plus moldoveni era de 44 (2+42), reprezentând 3,53% din populație . În prezent, satul are 855 locuitori, preponderent ucraineni.

## Demografie
Componența lingvistică a localității Slobozia Rarancei
     Ucraineană (97,31%)
     Română (2,11%)
     Alte limbi (0,59%)
Conform recensământului din 2001, majoritatea populației localității Slobozia Rarancei era vorbitoare de ucraineană (97,31%), existând în minoritate și vorbitori de română (2,11%).
1989: 1.189 (recensământ)
2007: 855 (estimare)

### Recensământul din 1930
Componența etnică a comunei Slobozia Rarancei (județul Cernăuți)
     Români (15,08%)
     Ruteni (81,53%)
     Evrei (1,48%)
     Altă etnie (1,91%)
Componența confesională a comunei Slobozia Rarancei
     Ortodocși (96,19%)
     Romano-catolici (1,9%)
     Mozaici (1,48%)
     Greco-catolici (0,43%)
Conform recensământului efectuat în 1930, populația comunei Slobozia Rarancei se ridica la 1.419 locuitori. Majoritatea locuitorilor erau ruteni (81,53%), cu o minoritate de români (15,08%) și una de evrei (1,48%). Alte persoane s-au declarat: ruși (1 persoană), polonezi (11 persoane), germani (7 persoane) și cehi\slovaci (1 persoană). Din punct de vedere confesional, majoritatea locuitorilor erau ortodocși (96,19%), dar existau și mozaici (1,48%), romano-catolici (1,90%) și greco-catolici (0,43%).